# スズキ・GSX-R/4

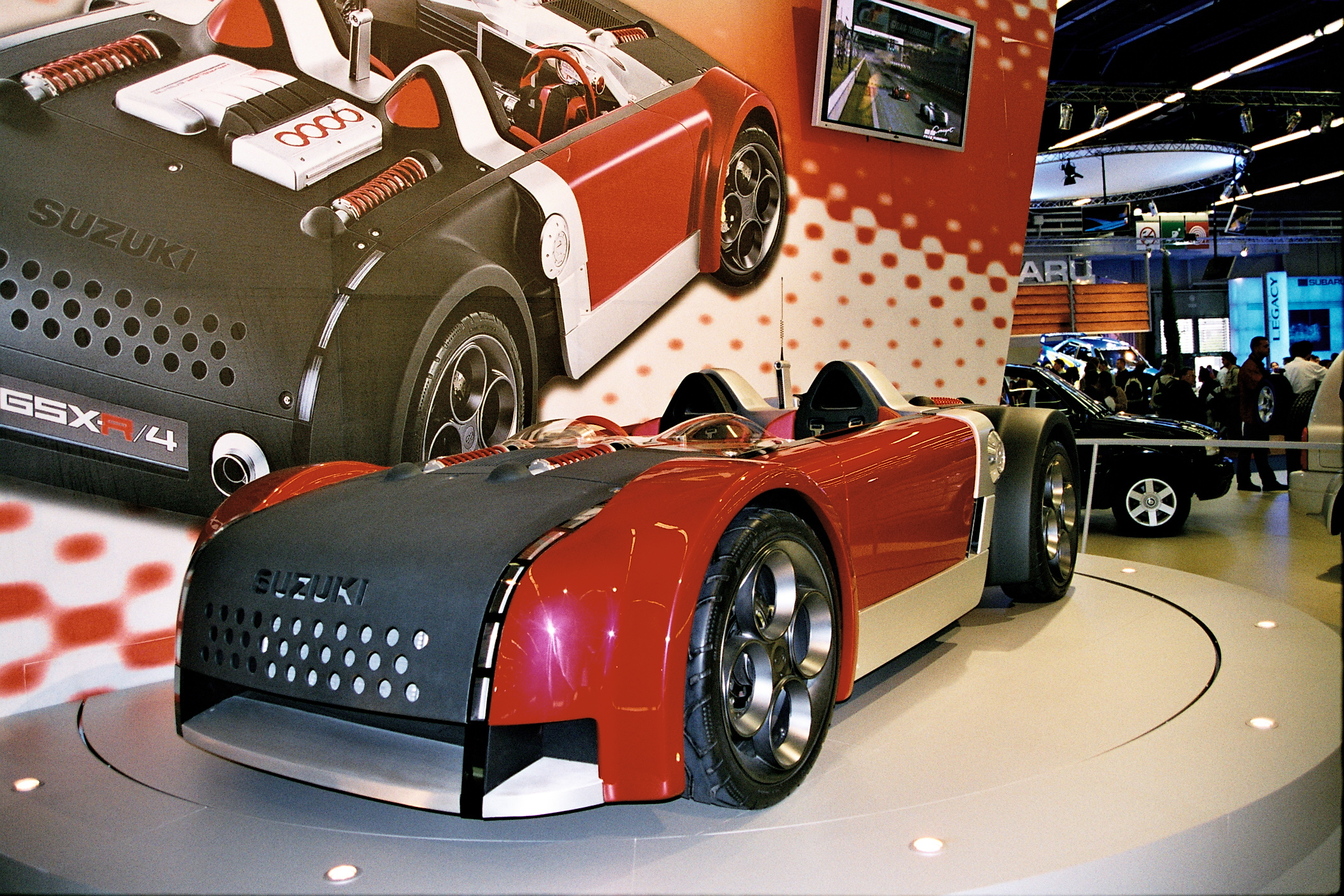
GSX-R/4

GSX-R/4（ジーエスエックスアール/フォー）は、スズキが2001年に発表したコンセプトカー。2001年のフランクフルトモーターショーと、その直後の第35回東京モーターショーに出展された。スズキの代表的なスーパースポーツバイク「GSX-R」を、そのまま4輪にしたというコンセプトで設計されている。

## 概要

### デザイン
ボディは専用設計のアルミスペースフレームで、その上に脱着式の樹脂ボディパネルが被せられている。
デザインは、スイフトやMRワゴン、セルボ、アルトラパンなどのチーフデザイナーである結城康和が担当した。フロントのメタリックレッドに塗られた部分や、中央のアルミフレーム、後部の黒無塗装の樹脂を大胆に使ったデザインは、バイクのサイドビューの構成を意識したデザインである。
結城は当時の雑誌インタビューで、大きな造形はバイクのような構成、色彩はヨシムラカラーのGSX-Rをイメージしたと語っている。その上で、古典的なスポーツカーのようなオーガニックなフォルムにしなかった理由については「例えばこの車がテレビゲームの中に出てきたときに、小さいポリゴンにされたときでもキャラが際立つようなイメージで、つまりゲームのキャラになりそうなイメージを出したかった」とし、「よく『日本らしいデザインとは?』と議論になる中で、他社では和紙で竹で…というアイデアが出てきているが、実際はゲームやアニメに見る世界観の方が欧米の若い人には期待値が高い。その感覚を表現したかったので、古いスポーツカー好きには理解されにくいかもしれない」とも語っている。
また、このGSX-R/4は「スズキの二輪のスポーティなイメージを四輪車にも順次展開していく」というメッセージとしての役割もあったようで、その後のCONCEPT-Sを経て量産型の2代目スイフトへとつながるストーリーの出発点としてデザインされていた。それを受けてニューズウィークなどの海外誌では、同色の隼とGSX-R/4、そしてCONCEPT-Sが縦に並んだ写真を用いたスズキの企業広告が、何度も掲載されていた。

### メカニズム
フロント、リアそれぞれのボディ上面にプッシュロッド式ダブルウィッシュボーンサスペンションのコイルスプリングやダンパーがむき出しで装着されているほか、シート背後のロールバーや小ぶりなフロントウインドシールドスクリーンなどによって、オートバイの雰囲気を醸し出している。ボディサイズは全長3,550 mm、全幅1,730 mm、全高1,000 mmで、車重はわずか645 kgである。
エンジンは当時世界最速を誇ったオートバイ「隼」の1.3 L直列4気筒エンジンがミッドシップにそのまま搭載される。最高出力175 PS / 9,800 rpm、最大トルク14.1 kgm / 7,000 rpmを発揮し、レッドゾーンは11,000 rpmに設定されている。トランスミッションは6速シーケンシャルMT。

## 通信を使った「サーキット攻略ナビ」
このGSX-R/4はかなり走りに特化したスパルタンな仕立てになっているが、それに加えて新しい「走りの楽しさ」を演出するために、通信を使った「サーキット攻略ナビ」というデバイスが装着されている。
これは、通常のカーナビゲーションシステムだけでなく、車両のセッティングを画面上で行えたり、ミニレースなどで自車や対戦相手の位置やタイムが表示されたり、モンスター田嶋監修の「サーキット攻略ガイド」により、リアルなサーキットランをゲーム感覚で楽しめるシステムが搭載されたものである。
また、走行データを後にリプレイしたり、そのリプレイデータを画面表示して、その前回のデータを追いかけるカタチで実走行でタイムアタックしたりと、レースゲームと同様の世界観を実車に持ち込み、レースゲームのような遊びを現実のサーキットで実車で行なうという、新しい楽しみ方を提案している。
外部との通信データのやりとりをするためのデバイスとして、当時セイコーインスツル社で開発中だった「Wrist Mount Sysytem」（後に「WRISTOMO」として発売）のプロトタイプを用いている。これは同社とのコラボレーションによるもの。

## ゲーム「グランツーリスモシリーズ」とのコラボレーション
GSX-R/4はテレビゲームグランツーリスモ コンセプト 2001 TOKYO・グランツーリスモ4・グランツーリスモ
・グランツーリスモ5・グランツーリスモ6に収録されている。
このゲーム内の車両のデザインは、キャビンまわりをトノカバーに作り替えたゲーム専用のバージョンとなっている。
しかし、内装は再現されているものの、計器類は全く機能していない。(5,6)
2022年5月26日に配信された「グランツーリスモ7」の1.15アップデートで発表・追加された「スズキ ビジョン グランツーリスモ」は、本車の設計思想を受け継ぎつつ、最新の技術で蘇らせたマシンと位置づけられている。